# Élections générales maltaises de 1992
Les élections générales maltaises de 1992 (en anglais : Maltese general election, 1992) permettent d'élire les députés de la dix-neuvième législature de la Chambre des députés, pour un mandat de cinq ans.

## Résultats
| Parti politique             | Siège de député |
| --------------------------- | --------------- |
| Parti nationaliste          | 34              |
| Parti travailliste de Malte | 31              |